# Дом Кукольника (Таганрог)
Дом Кукольника — объект культурного наследия регионального значения, который располагается по улице Петровской, 74 в городе Таганроге Ростовской области. Здание сохранилось до XXI века.

## История
В 1857 году в Таганроге, в деревянном здании, которое было построено на каменном фундаменте, поселилась семья: Нестор Васильевич Кукольник и его жена Амалия Ивановна. В 1861 году Амалия Кукольник подала прошение в строительный комитет с целью составления проекта двухэтажного кирпичного дома, который в итоге был построен и сохранился до наших времен по адресу улица Петровская, 74. Так, с начала 1860-х годов дом стал числиться в её собственности. Её муж проживал в этом доме с 1859 по 1868 год. В истории Таганрога Нестор Васильевич был фигурой заметной: он работал над проектом железной дороги, которая вела из города Харькова в Таганрог. Впоследствии, она была продлена на Кавказ и стала называться Северо-Кавказской железной дорогой. Он стал основателем музыкального общества, а в 1865 году был избран Гласным Думы. Был известен не только как активный общественный деятель, но и человек творческий. Нестор Кукольник написал драму «Рука Всевышнего Отечество Спасла», благодаря которой его имя стало известно многим, и императору Николаю I. Он писал романсы, на слова которых Михаил Иванович Глинка сочинял музыку. Один из его романсов — «Сомнение» — был исполнен Федором Шаляпиным. Среди его знакомых был Павел Егорович Чехов — отец Антона Чехова. Крестным отцом Нестора Кукольника был император Александр I.
Нестор Кукольник выступал за открытие в Таганроге женской гимназии и основание общественно-политической газеты, беспокоился про экологическое состояние Азовского моря.
Квартиры на верхнем этаже в доме по улице Петровской, 74 сдавались в аренду. Публикация об этом появилась в газете «Полицейский листок» в 1865 году. В этом же доме проживал Константин Работин, который занимался нотариальной деятельностью.
Нестор Кукольник внезапно скончался 8 декабря 1868 года. Детей у пары не было.
Амалия Ивановна повторно вышла замуж за доктора Пантелеймона Ивановича Работина. Он получил образование в таганрогской мужской гимназии и окончил её в 1851 году. Работал врачом в этой гимназии. Сохранились документы, согласно которым существовал план покупки дома Амалии Работиной для нужд окружного суда с 1869 по 1882 год, но на деле второй этаж дома был занят Окружным судом с 1869 по 1879 год. Возникновение окружного суда именно в Таганроге стало возможным благодаря деятельности Нестора Кукольника. Спустя какое-то время, Пантелеймон Работин оставил свою жену Амалию.
С 1898 года по 1915 год дом принадлежал Азовско-Донскому коммерческому банку. Хотя правление банка с 1904 года находилось в Петербурге, а не в Таганроге, в городе все равно оставалось его отделение. В 1912 году в здании работал присяжный поверенный К. Е. Адабашев. Арендовал квартиру для проживания нотариус Иван Кирпичев с супругой Александрой, которая работал учительницей французского языка.
В 1920 году в доме по улице Петровской, 74, разместился финансовый отдел и отдел народного образования. Отдел народного образования включал в себя 4 подотдела: дошкольный, школьный, внешкольный и музыкально-театральный. В 1947 году на первом этаже дома разместился городской архив, а по соседству находился сберегательный банк, Центральное статистическое управление и финотдел Ленинского района. С 1992 года охраняется как объект культурного наследия регионального значения. В XXI веке на доме, в котором проживал Нестор Кукольник, установлена мемориальная доска.

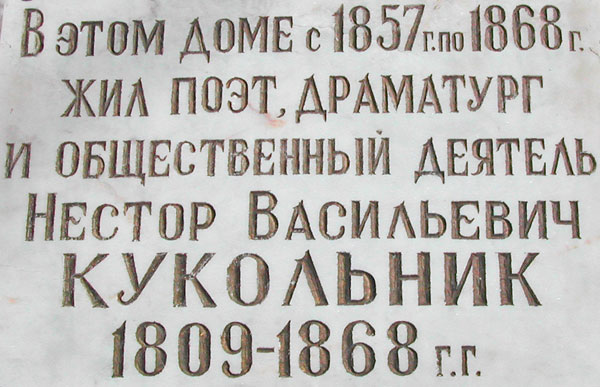
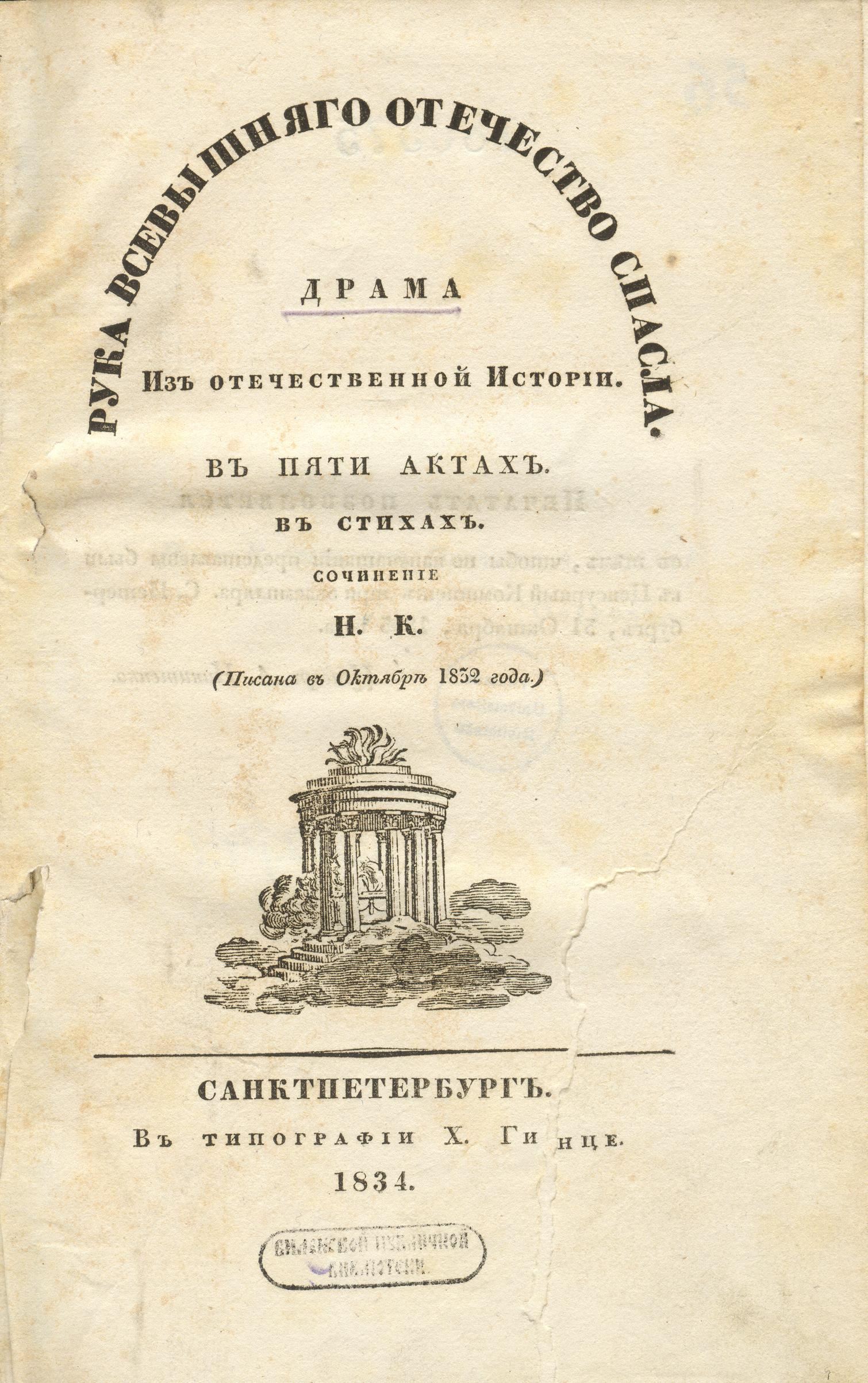
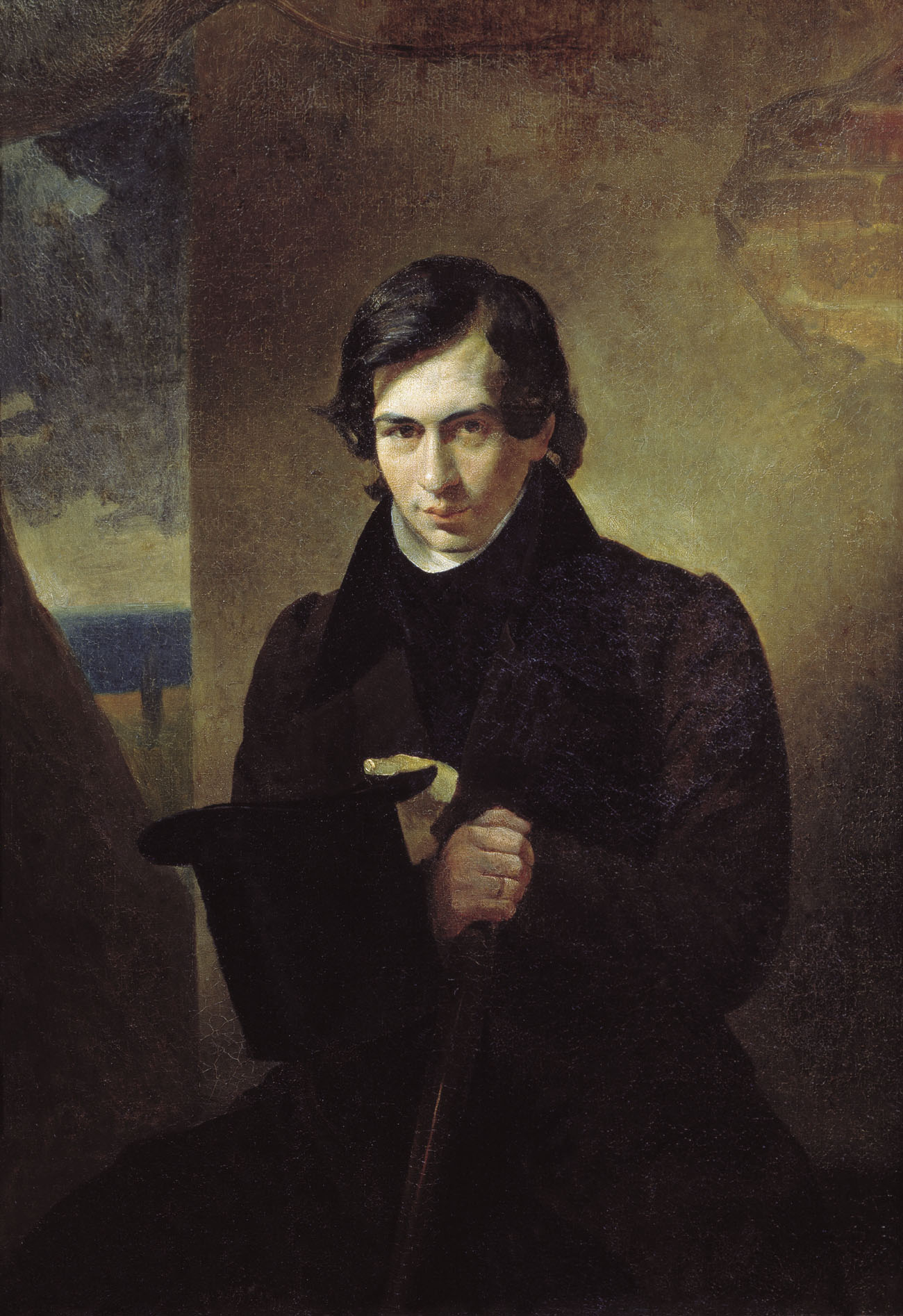